# 巴黎区份
巴黎全市劃分為20個區，並以順時針方向加以編號。

## 區份信息
| 区份                         | 区份                                        | 面积 （平方公里）                                  | 人口      | 人口      | 人口      | 人口密度（人/平方公里） | 人口密度（人/平方公里） | 人口密度（人/平方公里） |
| 中文                         | 法文                                        | 面积 （平方公里）                                  | 1872年    | 1954年    | 1999年    | 1872年                  | 1954年                  | 1999年                  |
| ---------------------------- | ------------------------------------------- | -------------------------------------------------- | --------- | --------- | --------- | ----------------------- | ----------------------- | ----------------------- |
| 第一区 （皇宫区）            | I. Arrondissement du Louvre                 | 1.826 km2（0.705 sq mi）                           | 74,286    | 38,926    | 16,888    | 40,593                  | 21,271                  | 9 228                   |
| 第二区 （证券所区）          | II. Arrondissement de la Bourse             | 0.992 km2（0.383 sq mi）                           | 73,578    | 43,857    | 19,585    | 74,321                  | 44,300                  | 19,783                  |
| 第三区 （教堂区）            | III. Arrondissement du Temple               | 1.171 km2（0.452 sq mi）                           | 89,687    | 65,312    | 34,248    | 76,656                  | 55,822                  | 29,272                  |
| 第四区 （市政厅区）          | IV. Arrondissement de l'Hôtel-de-Ville      | 1.601 km2（0.618 sq mi）                           | 95,003    | 66,621    | 30,675    | 59,377                  | 41,638                  | 19,172                  |
| 第五区 （先贤祠区）          | V. Arrondissement du Panthéon               | 2.541 km2（0.981 sq mi）                           | 96,689    | 106,443   | 58,849    | 38,067                  | 41,907                  | 23,169                  |
| 第六区 （卢森堡区）          | VI. Arrondissement du Luxembourg            | 2.154 km2（0.832 sq mi）                           | 90,288    | 88,200    | 44,919    | 41,994                  | 41,023,                 | 20,893                  |
| 第七区 （波旁宫区）          | VII. Arrondissement du Palais-Bourbon       | 4.088 km2（1.578 sq mi）                           | 78,553    | 104,412   | 56,985    | 19,206                  | 25,529                  | 13,933                  |
| 第八区 （爱丽舍区）          | VIII. Arrondissement de l'Elysée            | 3.881 km2（1.498 sq mi）                           | 75,796    | 80,827    | 39,314    | 19,535                  | 20,832                  | 10,132                  |
| 第九区 （歌剧院区）          | IX. Arrondissement de l'Opéra               | 2.179 km2（0.841 sq mi）                           | 103,767   | 102,287   | 55,838    | 47,600                  | 46,921                  | 25,614                  |
| 第十区 （仓库区）            | X. Arrondissement de l'Entrepôt             | 2.892 km2（1.117 sq mi）                           | 135,392   | 129,179   | 89,612    | 46,848                  | 44,699                  | 31,008                  |
| 十一区 （波潘库尔区）        | XI. Arrondissement de Popincourt            | 3.666 km2（1.415 sq mi）                           | 167,393   | 200,440   | 149,102   | 45,611                  | 54,616                  | 40,627                  |
| 十二区 （勒伊区）            | XII. Arrondissement de Reuilly              | 16.324 km2（6.303 sq mi） 6.377 km2（2.462 sq mi） | 87,678    | 158,437   | 136,591,  | 13,764                  | 24,872                  | 21,443                  |
| 十三区 （戈布兰区）          | XIII. Arrondissement des Gobelins           | 7.146 km2（2.759 sq mi）                           | 69,431    | 165,620   | 171,533   | 9,711                   | 23,164                  | 23,991                  |
| 十四区 （天文台区）          | XIV. Arrondissement de l'Observatoire       | 5.621 km2（2.170 sq mi）                           | 69,611    | 181,414   | 132,844   | 12,342                  | 32,166                  | 23,554                  |
| 十五区 （沃日拉尔区）        | XV. Arrondissement de Vaugirard             | 8.502 km2（3.283 sq mi）                           | 75,449    | 250,124   | 225,362   | 8,897                   | 29,496                  | 26,576                  |
| 十六区 （帕西区）            | XVI. Arrondissement de Passy                | 16.305 km2（6.295 sq mi） 7.846 km2（3.029 sq mi） | 43,332    | 214,042   | 161,773   | 5,478                   | 27,060                  | 20,452                  |
| 十七区 （巴蒂尼奥勒-蒙索区） | XVII. Arrondissement de Batignolles-Monceau | 5.669 km2（2.189 sq mi）                           | 101,804   | 231,987   | 160,860   | 17,955                  | 40,915                  | 28,370                  |
| 十八区 （蒙马特区）          | XVIII. Arrondissement des Buttes-Montmartre | 6.005 km2（2.319 sq mi）                           | 138,109   | 266,825   | 184,586   | 22,980                  | 44,397                  | 30,713                  |
| 十九区 （肖蒙区）            | XIX. Arrondissement des Buttes-Chaumont     | 6.786 km2（2.620 sq mi）                           | 93,174    | 155,028   | 172,730   | 13,722                  | 22,832                  | 25,439                  |
| 二十区 （梅尼尔蒙唐区）      | XX. Arrondissement de Ménilmontant          | 5.984 km2（2.310 sq mi）                           | 92,772    | 200,208   | 182,952   | 15,514                  | 33,480                  | 30,594                  |
| 市内                         |                                             | 86.99 km2（33.59 sq mi）                           | 1,851,792 | 2,850,189 | 2,125,246 | 21,287                  | 32,765                  | 24,431                  |
| 布洛涅森林                   | Bois de Boulogne                            | 8.46 km2（3.27 sq mi）                             | 不適用    | 不適用    | 不適用    | 不適用                  | 不適用                  | 不適用                  |
| 文森森林                     | Bois de Vincennes                           | 9.95 km2（3.84 sq mi）                             | 不適用    | 不適用    | 不適用    | 不適用                  | 不適用                  | 不適用                  |
| 巴黎                         |                                             | 105.40 km2（40.70 sq mi）                          | 1,851,792 | 2,850,189 | 2,125,246 | 17,569                  | 27,042                  | 20,164                  |

## 历史

### 1795年至1860年的巴黎区份

1795年至1860年的巴黎区份，与今日的巴黎边界对比。

1795年10月11日，巴黎第一次被划分为12个区。此次划分一直维持到1860年市郊并入巴黎导致重新分区。
当时，有9个区位于塞纳河右岸，3个区位于塞纳河左岸，基本上按照从西向东、从北向南依次增大的顺序进行编号。这12个区的面积差异很大，形状与今天的划分相比更无规则。每个区又被划分为4个街区，直接沿袭自1790年法国大革命时期的48个巴黎区划。

### 1860年巴黎的扩建

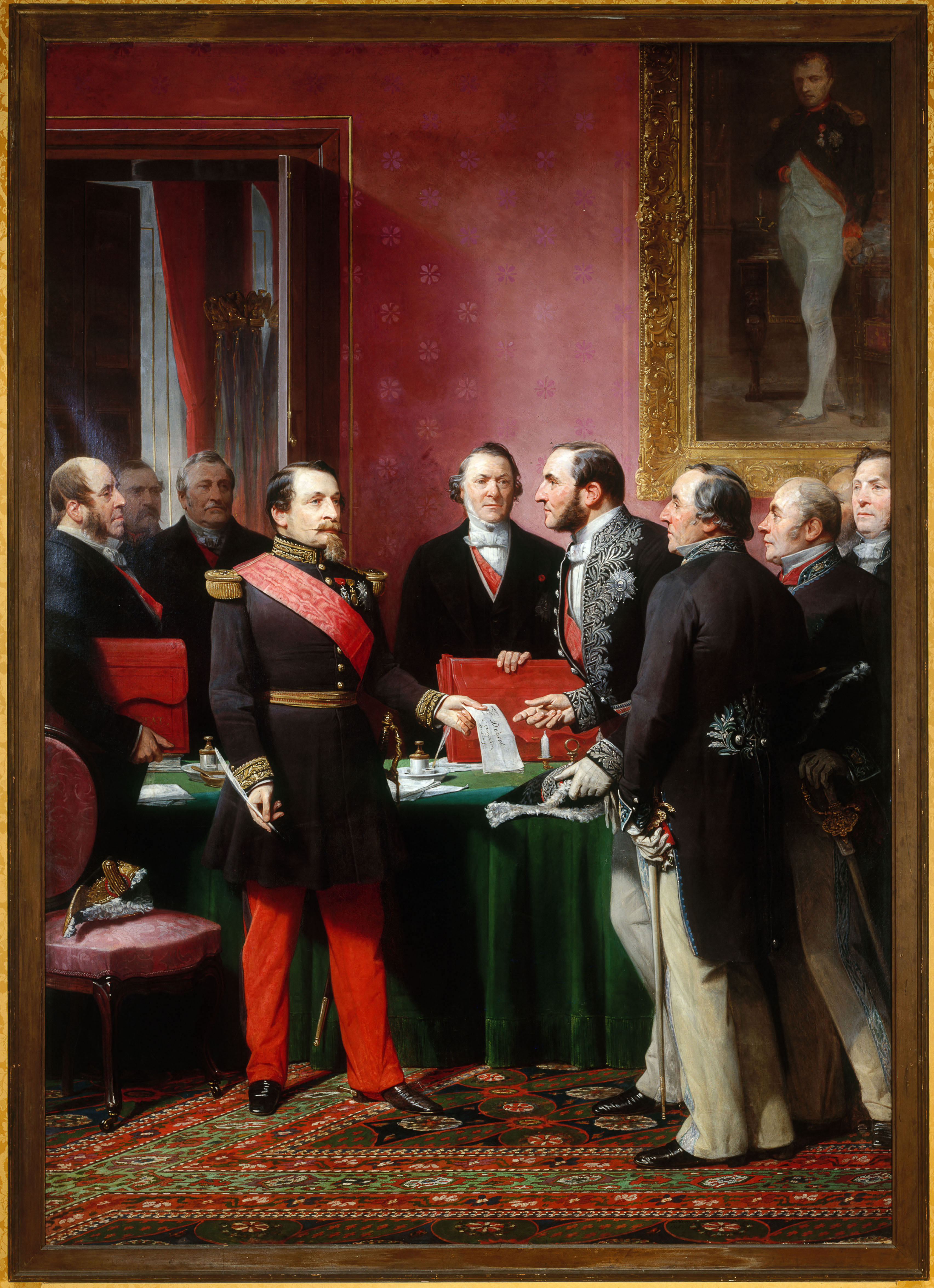
拿破仑三世向奥斯曼男爵下达将郊区市镇并入巴黎的法令（1860）

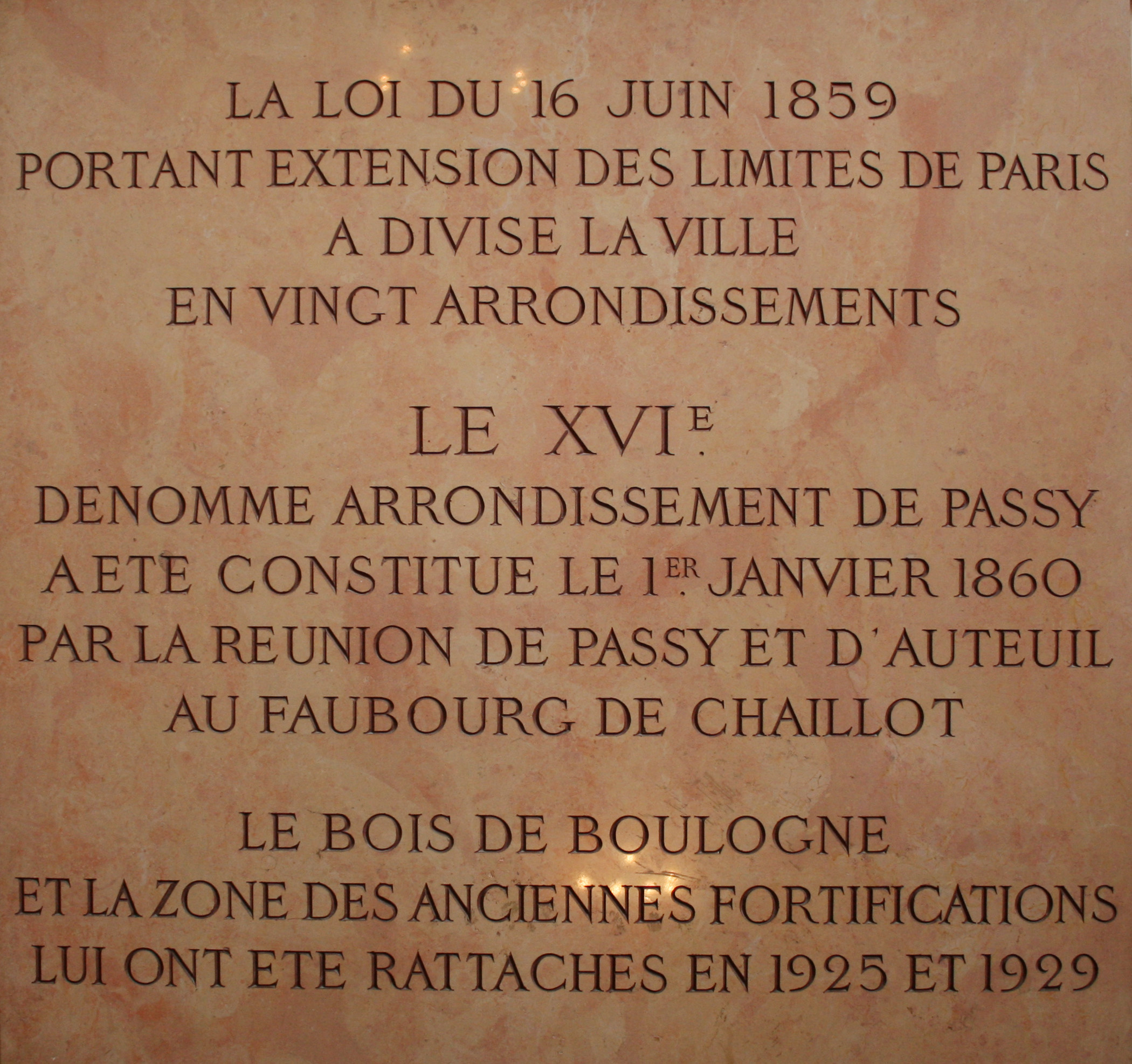
纪念1860年巴黎16区成立的牌匾，这次的扩张使得巴黎从12个区变为20个区

#### 扩张计划的演变
奥斯曼男爵自1853年起担任塞纳省省长，每天往布洛涅森林方向堵塞的车水马龙让他感到担忧，于是他计划从1856年开始将帕西和讷伊等区段并入巴黎，以此来扩大星形广场的面积，并将入市税征收处迁移至马约门。
拿破仑三世则构想一个包括整个塞纳省以及默东和塞夫尔在内的“大巴黎”。他创建了一个由亨利·西蒙伯爵（Comte Henri Siméon）担任主席的委员会，dont le rapport préfigura les aménagements de la capitale et son agrandissement。
几年之前，梯也尔城墙的修建导致一些市镇被城墙一分为二。此外，时任法国内政部长克洛德-阿方斯·德朗格勒认为，位于梯也尔城墙和包税人城墙之间的辖区的经济繁荣完全归功于巴黎。
1859年，原定从西向东、从北向南给各区编号的计划被舍弃了，因为这种编号方式会使今天的16区成为13区，而13被视为一个不吉利的数字：1860年前第13区还不存在的时候，有一句俗语“与13区区长结婚”（se marier à la mairie du 13e arrondissement），意为“与人姘居”，即不符合社会规范的行为，当时住在巴黎西边——尤其是帕西——的一些有权势的人物对此不满。帕西市长让-弗雷德里克·波索提议按照螺旋形从巴黎最中心开始编号，这样一来13就被分给了巴黎东南部居民最多的一个区。

#### 关于巴黎扩张的法令
巴黎的边界从包税人城墙一直拓展到了梯也尔城墙，尽管位于巴黎边界上的一些市镇表示反对。该决定在1859年6月16日以法令形式通过，包含11个条款：
巴黎的边界被拓展至防御性城墙（即梯也尔城墙）的前沿带脚下
根据该法令的第2条，巴黎市包含20个区，由同样数量的选区组成。该法令的第3条确立了行政架构，包括一个有60名成员的市政议会，每个区至少2人。
巴黎从1859年的3 438公顷变为1860年的7 802公顷，即扩展了4 365公顷；若扣除塞纳河所占的面积，则从3 228公顷增长为7 088公顷。
该次扩展的日期通常被认为是1860年1月1日，然而，这个观点只是部分正确。实际上，上述颁布于1859年11月3日的法令，在11月5日即生效，且该法令只规定了一个在次年1月1日生效的条款，即入市税征收处的地点扩展至城市新边界，这一点出现在该法令的第4条。
巴黎近郊的工厂和商铺在五年里享受免税，该政策的目的是制止工业界留在近郊或驻入巴黎，以便减少工人阶层的人数。出于同样的动机，美丽城和圣安托万郊区被分成了两部分。

#### 界限
1860年1月1日，随着1859年6月16日法令的施行，位于曾经的包税人城墙以外直到梯也尔城墙的巴黎近郊并入巴黎市区，使得巴黎各区重新进行划分。在全新的城市边界上，新增了8个区，且制定了螺旋式排序法。
共有24个市镇受到该扩展的影响。其中4个被完全取消，被并入巴黎，它们的名称现在仅表示街区。对于被梯也尔城墙一分为二的20个市镇，法令删除了其中7个，将其辖域重新分配于巴黎和临近市镇之间。另外13个市镇则失去了它们位于城前内部的辖域，但保留了原先的名称。
以下市镇全部或部分被并入巴黎：
- 全部并入巴黎[9]：
  - 贝尔维尔（十九区和二十区）
  - 格勒内勒（十五区）
  - 沃日拉尔（十五区）
  - 拉维莱特（十九区）

- 分配于巴黎和相邻市镇之间[9]：
  - 欧特伊（十六区和布洛涅-比扬古）
  - 帕西（十六区和布洛涅-比扬古）
  - 巴蒂尼奥勒-蒙索（十七区和克利希)
  - 贝尔西（十二区和沙朗通勒蓬）
  - 拉沙佩勒（十八区、欧贝维利耶、聖但尼和塞纳河畔圣旺）
  - 沙罗讷（二十区、巴尼奥莱和蒙特勒伊）
  - 蒙馬特（十八区和塞纳河畔圣旺）

- 部分并入巴黎：
  - 欧贝维利耶（十九区）
  - 巴尼奥莱（二十区）
  - 克利希（十七区）
  - 让蒂伊（十三区）
  - 伊西莱穆利诺（十五区）
  - 塞纳河畔伊夫里（十三区）
  - 蒙鲁日（十四区）
  - 塞纳河畔讷伊（十七区）
  - 庞坦（十九区）
  - 勒普雷圣热尔韦（十九区）
  - 圣芒代（十二区）
  - 塞纳河畔圣旺（十八区）
  - 旺沃（十四区）

### 1860年以后的变化

4世紀至2016年巴黎的城市邊界
高盧－羅馬城牆
卡洛林城牆
腓力·奧古斯都城牆
查理五世城牆 (巴黎)
路易十三城牆
包税人城牆
梯也爾城牆
今日邊界

1860年以来，巴黎各区基本上没有变化，只是随着巴黎轻微地扩展，一些区的边界也向外延伸。巴黎在1954年达到今天的城市边界，面积达到10 540公顷，而1859年和1860年分别为3 438公顷和7 802公顷。

### 2016年启动的改革
2016年2月，巴黎市长在巴黎议会提出了一项设想：在2020年前将巴黎最中心的4个区合并为一个约有十万多居民的区。2016年2月巴黎议会对这项改革提案进行了投票表决。
该提案涉及的4个区中，第三区是人口最多的，因此该区区政府所在地从2017年2月开始进行了翻新。2018年，斯普勒街（rue Spuller）的马路和人行道一律进行了翻新，用来给第三区的区政厅提供门前广场。另外，博多瓦耶广场（place Baudoyer)的第四区区政厅，也将提供新区政厅的服务。这两个区政厅都位于洛保街（rue Lobau）且彼此相距仅300米。而第一区和第二区的区政厅则被认为面积太小。
2018年5月，这4个区的选民将通过信件的方式在第三区和第四区的区政厅之间进行投票，并选出合并后新区的名称。从2018年10月8日至14日之间这四个区的居民提出的名称中，巴黎市政厅以及各区区政厅选出了四个：巴黎中心（Paris Centre）、巴黎之心（Cœur de Paris）、巴黎第一区（Premiers arrondissements de Paris）和巴黎1 2 3 4（Paris 1 2 3 4）。最终确定的名称为巴黎中心（Paris Centre），区政厅则被确定在第三区。
该提案于2016年8月提出，并于2016年下半年进行辩论。该提案最终获得通过，法律于2017年2月颁布。
这项改革将从2020年第二轮市政选举的次日开始实施，前4个区并不会被删除，而是合并成为一个行政区及选举区，该区拥有一个议会、一个共同的区政厅。巴黎的议员数量不变。
于是，巴黎的辖区被划分为17个区，覆盖范围与当前的20个区完全重叠。国民议会法律委员会已规定，各区编号应与相应原先编号相同，因此编号从1直接跳到5。

## 備註

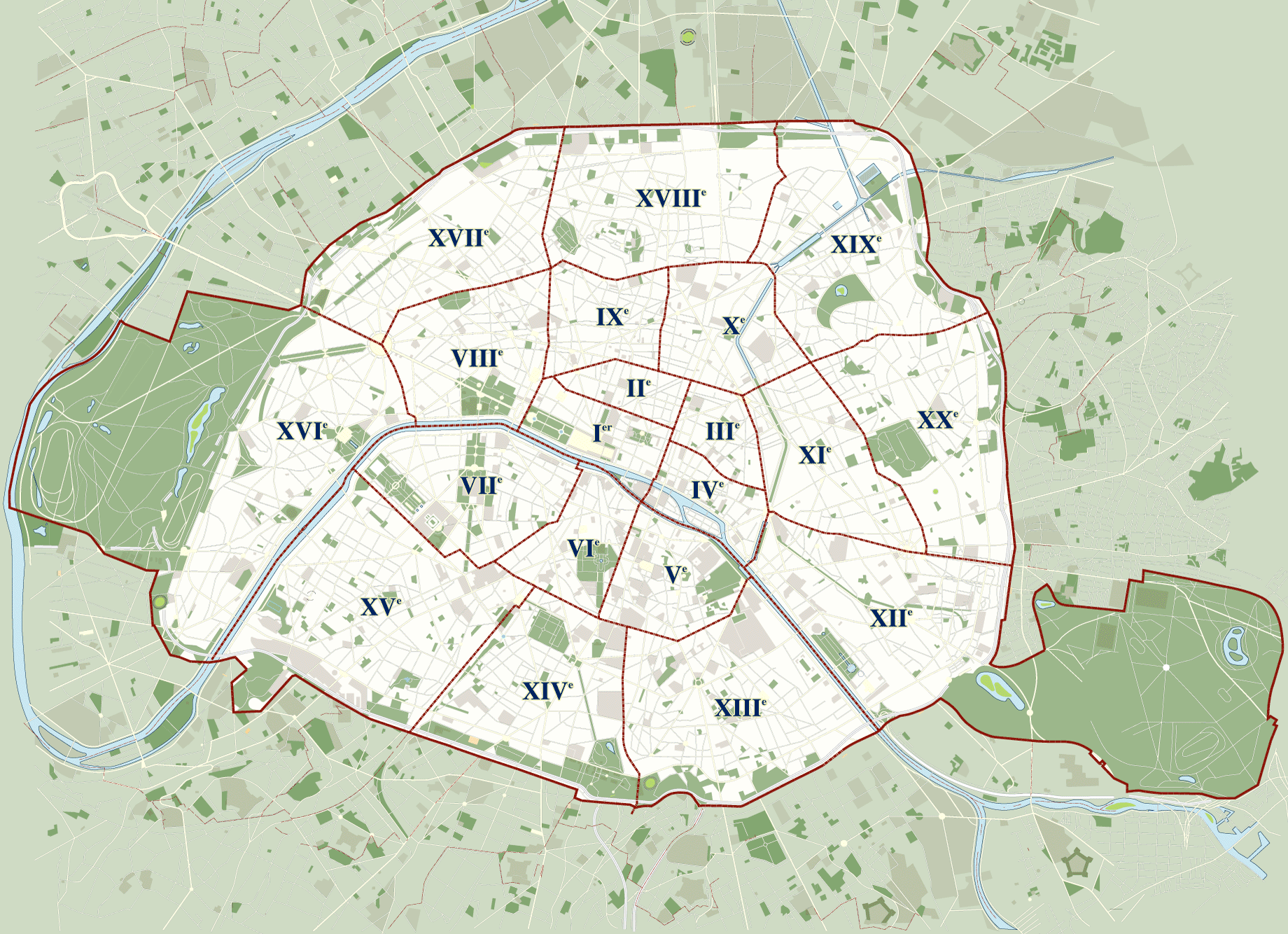
如圖所示，巴黎目前被划分成20个不同的区，而區份依順時鐘排列。

1. ↑  名字来源於區內曾經作為皇宮的盧浮宮
2. ↑  包括文森森林。
3. ↑  不包括文森森林。
4. ↑  不包括文森森林。
5. ↑  包括布洛涅森林。
6. ↑  不包括布洛涅森林。
7. ↑  不包括布洛涅森林。

## 外部連結
- Official Paris website
- Official Paris website
- Diagrams of each arrondissement showing its quartiers administratifs （页面存档备份，存于）